# Geossinclinal

Desenvolvimento de uma cordilheira montanhosa por sedimentação de um geossinclinal e soerguimento isostático. Este é o "colapso" do geossinclinal.

Um geossinclinal é um conceito geológico obsoleto para explicar orógenos, que foi desenvolvido no final do século XIX e início do século XX, antes da teoria da tectônica de placas ser concebida. Um geossinclinal foi descrito como uma dobra gigante voltada para baixo na crosta terrestre, com dobras associadas voltadas para cima chamadas geanticlinais (ou geanticlinais), que precediam a fase clímax da deformação orogênica.

## História
O conceito de geossinclinal foi primeiro concebido pelos geólogos americanos James Hall e James Dwight Dana em meados do século XIX, durante os estudos clássicos dos Montes Apalaches. Émile Haug desenvolveu ainda mais o conceito de geossinclinal, e o introduziu na Europa em 1900. Eduard Suess, um dos principais geólogos de seu tempo, desaprovou o conceito de geossinclinal, e em 1909 argumentou contra seu uso devido à sua associação com teorias ultrapassadas. Isso não impediu o desenvolvimento posterior do conceito na primeira metade do século XX por Leopold Kober e Hans Stille, ambos trabalhando em uma estrutura de Terra em contração.
O desenvolvimento contínuo da teoria do geossinclinal por Stille e Kober após a publicação de Das Antlitz der Erde de Eduard Suess, de 1885 a 1909, não foi incontestado, pois outra escola de pensamento era liderada por Alfred Wegener e Émile Argand. Esta visão concorrente rejeitava a premissa da contração planetária, e argumentava que a orogenia era resultado da deriva continental. Essas duas visões podem ser chamadas de "fixista", no caso da teoria do geossinclinal, e "mobilista" para o apoio à deriva continental.
Mesmo quando a deriva continental se tornou geralmente aceita, o conceito de geossinclinais persistiu na ciência geológica. Em 1970, John F. Dewey e John M. Bird adaptaram o geossinclinal à tectônica de placas. O termo continuou a ter uso dentro de uma estrutura de tectônica de placas nos anos 1980, embora já em 1982, Celâl Şengör argumentou contra seu uso, em vista de sua associação com ideias geológicas desacreditadas.

## Teoria geossinclinal
Dana e Stille supunham que o colapso dos geossinclinais em orógenos era resultado da contração da Terra ao longo do tempo. Na visão de Stille e Kober, geossinclinais e orógenos eram as partes instáveis da crosta terrestre, em contraste marcante com os cratógenos muito estáveis. Stille teorizou que as forças contracionais responsáveis pelos geossinclinais também formavam soerguimentos epeirogênicos, resultando em um padrão de ondulação na crosta terrestre. De acordo com esta visão, revoluções globais regulares e episódicas causavam o colapso dos geossinclinais, formando orógenos. Segundo Kober e Stille, as depressões geossinclinais em desenvolvimento eram acompanhadas por geanticlinais soerguidos, que então erodiam, fornecendo sedimentos que preenchiam a bacia geossinclinal. Segundo Stille, os geossinclinais eram formados por dobramento crustal ao invés de falhamento; se falhas estivessem presentes nos geossinclinais, elas eram produto de processos posteriores, como o colapso final do geossinclinal.
Gustav Steinmann interpretou ofiolitos usando o conceito de geossinclinal. Ele teorizou que a aparente falta de ofiolito nos Andes peruanos era devida ou aos Andes sendo precedidos por um geossinclinal raso, ou porque os Andes representavam apenas a margem de um geossinclinal. Steinmann contribuiu com esta correlação para a distinção entre montanhas do tipo Cordilherano e Alpino. Segundo Stille, um tipo de geossinclinal chamado "eugeossinclinal" era caracterizado por produzir um "magmatismo inicial", que em alguns casos correspondia ao magmatismo ofiolítico.
Com respeito às bacias oceânicas, Kober as considerava separadas e distintas dos geossinclinais. Ele acreditava que as dorsais meso-oceânicas eram orógenos, embora Stille discordasse, afirmando que eram lugares de tectônica extensional, como exemplificado pela Islândia. Enquanto isso, Argand argumentava que geossinclinais, suficientemente atenuados através de estiramento, poderiam se tornar bacias oceânicas, conforme um material chamado "sima" aflorasse.
| Tipo de geossinclinal | Subtipo de geossinclinal | Magmatismo associado | Tipo de montanha resultante |
| --------------------- | ------------------------ | -------------------- | --------------------------- |
| Ortogeossinclinal     | Eugeossinclinal          | Magmatismo inicial   | Tipo alpino                 |
| Ortogeossinclinal     | Miogeossinclinal         | -                    | Tipo alpino                 |
| Parageossinclinal     | Parageossinclinal        | -                    | Tipo germânico              |